# Le Déserteur (film, 2023)
Pour les articles homonymes, voir Le Déserteur.
Pour plus de détails, voir Fiche technique et Distribution.
Le Déserteur (hébreu : החייל הנעלם, litt. « Le soldat disparu ») est un film israélien réalisé par Dani Rosenberg et sorti en 2023.
Il est présenté en avant-première mondiale dans la section « Concorso internazionale » du Festival international du film de Locarno 2023.

## Synopsis
Un soldat israélien, 18 ans, déserte l'armée pour retrouver ses proches et sa petite-amie. Sa cavale lui fait traverser les champs de ruines du territoire gazaoui et le mène à Tel Aviv. L'armée israélienne, croyant que ce soldat a été pris en otage par le Hamas, riposte de façon sanglante.

## Fiche technique
Sauf indication contraire, les informations mentionnées dans cette section peuvent être confirmées par la base de données cinématographiques IMDb,  présente dans la section « Liens externes ».
- Titre original : החייל הנעלם
- Titre français : Le Déserteur
- Réalisation : Dani Rosenberg
- Scénario : Amir Kliger et Dani Rosenberg
- Musique : Yuval Semo
- Décors : Ben-Zion Porat
- Costumes : Ofri Barel
- Photographie : David Stragmeister
- Son : Neal Gibbs
- Montage : Nili Feller
- Production : Léon Edery, Moshe Edery, Chilik Michaeli, Avraham Pirchi et Itamar Pirchi
- Sociétés de production : United Channel Movies ; Israel Film Fund (finance)
- Sociétés de distribution : United King Films (Israël) ; Dulac Distribution (France)
- Pays de production :  Israël
- Langue originale : français, hébreu
- Format : couleur – 2,35:1
- Genre : drame, guerre
- Durée : 98 minutes
- Dates de sortie : 
  - Italie : 5 août 2023 (Festival international du film de Locarno)
  - France : octobre 2023 (Festival du cinéma méditerranéen de Montpellier)[3] ; 24 avril 2024 (sortie nationale)

## Distribution
- Ido Tako : Shlomi
- Mika Reiss : Shiri
- Efrat Ben Zur : la mère de Shlomi
- Shmulik Cohen : le père de Shlomi
- Tikva Dayan : la grand-mère de Shlomi
- Claude Aviram : le touriste francophone
- Johanne Toledano : la touriste francophone

## Distinctions

### Récompenses
- Festival du cinéma méditerranéen de Montpellier 2023 :
  - Antigone d'or
  - Prix de la critique
  - Meilleure musique pour Yuval Semo
- Ophirs 2023 : meilleure photographie pour David Stragmeister[4],[5]